# Italiaans voetbalelftal onder 20 (mannen)
Het Italiaans voetbalelftal onder 20 is het nationale elftal voor spelers onder de 20 jaar uit Italië en wordt bestuurd door de FICG.
Het team strijdt om het Wereldkampioenschap voetbal onder 20, dat om de twee jaar gehouden wordt. Ook spelen zij in de Elitie League, een toernooivorm voor oefeninterlands.

## Resultaten Wereldkampioenschap -20
| Jaar   | Resultaat           | Wed.                | W                   | G                   | V                   | DV                  | DT                  |
| ------ | ------------------- | ------------------- | ------------------- | ------------------- | ------------------- | ------------------- | ------------------- |
| 1977   | groepsfase          | 3                   | 0                   | 2                   | 1                   | 1                   | 3                   |
| 1979   | niet gekwalificeerd | niet gekwalificeerd | niet gekwalificeerd | niet gekwalificeerd | niet gekwalificeerd | niet gekwalificeerd | niet gekwalificeerd |
| 1981   | groepsfase          | 3                   | 0                   | 0                   | 3                   | 1                   | 6                   |
| 1983   | niet gekwalificeerd | niet gekwalificeerd | niet gekwalificeerd | niet gekwalificeerd | niet gekwalificeerd | niet gekwalificeerd | niet gekwalificeerd |
| 1985   | niet gekwalificeerd | niet gekwalificeerd | niet gekwalificeerd | niet gekwalificeerd | niet gekwalificeerd | niet gekwalificeerd | niet gekwalificeerd |
| 1987   | kwartfinale         | 4                   | 2                   | 1                   | 1                   | 5                   | 3                   |
| 1989   | niet gekwalificeerd | niet gekwalificeerd | niet gekwalificeerd | niet gekwalificeerd | niet gekwalificeerd | niet gekwalificeerd | niet gekwalificeerd |
| 1991   | niet gekwalificeerd | niet gekwalificeerd | niet gekwalificeerd | niet gekwalificeerd | niet gekwalificeerd | niet gekwalificeerd | niet gekwalificeerd |
| 1993   | niet gekwalificeerd | niet gekwalificeerd | niet gekwalificeerd | niet gekwalificeerd | niet gekwalificeerd | niet gekwalificeerd | niet gekwalificeerd |
| 1995   | niet gekwalificeerd | niet gekwalificeerd | niet gekwalificeerd | niet gekwalificeerd | niet gekwalificeerd | niet gekwalificeerd | niet gekwalificeerd |
| 1997   | niet gekwalificeerd | niet gekwalificeerd | niet gekwalificeerd | niet gekwalificeerd | niet gekwalificeerd | niet gekwalificeerd | niet gekwalificeerd |
| 1999   | niet gekwalificeerd | niet gekwalificeerd | niet gekwalificeerd | niet gekwalificeerd | niet gekwalificeerd | niet gekwalificeerd | niet gekwalificeerd |
| 2001   | niet gekwalificeerd | niet gekwalificeerd | niet gekwalificeerd | niet gekwalificeerd | niet gekwalificeerd | niet gekwalificeerd | niet gekwalificeerd |
| 2003   | niet gekwalificeerd | niet gekwalificeerd | niet gekwalificeerd | niet gekwalificeerd | niet gekwalificeerd | niet gekwalificeerd | niet gekwalificeerd |
| 2005   | kwartfinale         | 5                   | 2                   | 1                   | 2                   | 10                  | 8                   |
| 2007   | niet gekwalificeerd | niet gekwalificeerd | niet gekwalificeerd | niet gekwalificeerd | niet gekwalificeerd | niet gekwalificeerd | niet gekwalificeerd |
| 2009   | kwartfinale         | 5                   | 2                   | 1                   | 2                   | 9                   | 9                   |
| 2011   | niet gekwalificeerd | niet gekwalificeerd | niet gekwalificeerd | niet gekwalificeerd | niet gekwalificeerd | niet gekwalificeerd | niet gekwalificeerd |
| 2013   | niet gekwalificeerd | niet gekwalificeerd | niet gekwalificeerd | niet gekwalificeerd | niet gekwalificeerd | niet gekwalificeerd | niet gekwalificeerd |
| 2015   | niet gekwalificeerd | niet gekwalificeerd | niet gekwalificeerd | niet gekwalificeerd | niet gekwalificeerd | niet gekwalificeerd | niet gekwalificeerd |
| 2017   | derde plaats        | 7                   | 3                   | 2                   | 2                   | 10                  | 9                   |
| 2019   | vierde plaats       | 7                   | 4                   | 1                   | 2                   | 8                   | 5                   |
| 2021   | Geannuleerd         | Geannuleerd         | Geannuleerd         | Geannuleerd         | Geannuleerd         | Geannuleerd         | Geannuleerd         |
| 2023   | bezig               | bezig               | bezig               | bezig               | bezig               | bezig               | bezig               |
| Totaal | 8/23                | 34                  | 13                  | 8                   | 13                  | 44                  | 43                  |